# Son Dong-woon
Son Dong-woon (hangul: 손동운; nascido em 6 de junho de 1991), mais frequentemente creditado apenas como Dongwoon (hangul: 동운), é um cantor sul-coreano. Ele ficou popularmente conhecido por ser integrante do grupo masculino Highlight.

## Biografia
Dongwoon nasceu no dia 6 de junho de 1991 em Busan, Coreia do Sul. Seu pai, Son Il-rak é professor na Universidade de Cheongju. Ele afirmou em uma entrevista concedida ao programa Win Win, exibido pela KBS, que estuou em Santa Rosa, situada em Filipinas. Ele treinou na gravadora JYP Entertainment por dois anos antes de ingressar ao Highlight. Ele estudou na Hanyoung High School e se formou na Universidade Dongguk em 2017.

## Carreira

### Highlight
Dongwoon estreou como integrante do grupo masculino Highlight (anteriormente conhecido como BEAST) em outubro de 2009, com o lançamento do single Bad Girl. Sua primeira apresentação ao vivo com o grupo ocorreu no programa musical Music Bank.

### Carreira solo
Em dezembro de 2010, ele lançou um single digital intitulado Udon, em colaboração com a cantora Minkyung, integrante da dupla Davichi. Foi confirmado que a canção não era promocional, portanto não seria exibida em redes de transmissão.
Em abril de 2012, Dongwoon lançou o single In The Cloud, uma faixa para o álbum Supermarket Another Half lançado pelo cantor Shinsadong Tiger. Em maio de 2015, a gravadora Cube Entertainment confirmou que Dongwoon lançaria seu primeiro extended play solo, intitulado Kimishika. As promoções para o EP se iniciaram no mês seguinte no Japão.

## Discografia

### Extended plays
| Título    | Detalhes do albu | Melhor posição nas paradas | Vendas        |
| Título    | Detalhes do albu | JPN                        | Vendas        |
| --------- | --- | -------------------------- | ------------- |
| Kimishika | - Lançamento: 1 de julho de 2015 - Gravadora: Universal Music - Formatos: CD, DVD, digital download Track listing 1. Preludio 2. Kimi Shika (キミしか / Only You) 3. Kimi wa Shiranai (君は知らない / You Don't Know) 4. Amasugiru You (アマスギルYou / Too Sweet You) 5. Tsuyoku Omou (ツヨク想う / Thinking Strongly) 6. Hoshi ni Natte (星になって / Become A Star) com Yoon Dujun & Yang Yoseob | 5                          | - JPN: 15,840 |

### Colaboração
| Ano  | Título                          | Artistas                     | Álbum                                                        |
| ---- | ------------------------------- | ---------------------------- | ------------------------------------------------------------ |
| 2010 | "우동" ("Udong/Udon")           | Minkyung e Dongwoon          | 우동                                                         |
| 2011 | "꿈을 꾼다" ("Dreaming")>       | Junhyung, Yoseob, e Dongwoon | 나도, 꽃! (I'm A Flower Too!)                                |
| 2012 | "In The Cloud"                  | Dongwoon                     | SUPER MARKET – Another Half (Shinsadong Tiger Project Album) |
| 2013 | "Bye Bye Love"                  | Yoseon, Dongwoon e BTOB      | When a Man Falls In Love OST                                 |
| 2015 | "Without You"                   | Doojoon, Yoseob e Dongwoon   | Scholar Who Walks The Night OST                              |
| 2017 | "Dreaming Now"                  | Dongwoon                     | Innocent Defendant OST                                       |
| 2017 | "Universe"                      | Jaehwan, Yoseob e Dongwoon   | Universe                                                     |
| 2017 | "The Alchemist"                 | Jaehwan e Dongwoon           | Universe                                                     |
| 2017 | "첫 이별" ("First Disturbance") | Jaehwan e Dongwoon           | Universe                                                     |

## Composições
| Ano  | Álbum                | Artista                        | Canção                 | Letra     | Letra | Música    | Música                             |
| Ano  | Álbum                | Artista                        | Canção                 | Creditado | Com | Creditado | Com                                |
| ---- | -------------------- | ------------------------------ | ---------------------- | --------- | --- | --------- | ---------------------------------- |
| 2009 | Beast Is The B2ST    | BEAST                          | "Beast Is the B2ST"    | Sim       | BEAST | Não       | Shin Sa Dong Tiger, Choi Gyu Seong |
| 2009 | Beast Is The B2ST    | BEAST                          | "Bad Girl"             | Sim       | BEAST, Lee Sang Ho, Shin Sa Dong Tiger                                                                     | Não       | Lee Sang Ho, Shin Sa Dong Tiger    |
| 2010 | My Story             | BEAST (Dongwoon e Doojoon)     | "When the door closed" | Sim       | Yoon Doo-joon                                                                                              | Não       | Rado                               |
| 2015 | Kimishika            | Dongwoon                       | "Preludio"             | Sim       | — | Não       | Good Life                          |
| 2015 | Kimishika            | Dongwoon                       | "Kimi Shika"           | Sim       | — | Não       | Good Life                          |
| 2015 | Kimishika            | Dongwoon                       | "Amasugiru You"        | Sim       | — | Não       | Good Life, Davii                   |
| 2015 | Kimishika            | Dongwoon, Yoseob e Doojoon     | "Hoshi ni Natte"       | Sim       | — | Não       | Rado                               |
| 2016 | Highlight            | BEAST (Dongwoon Solo)          | "I'll Give You My All" | Sim       | — | Sim       | Good Life, Davii                   |
| 2016 | Lançamento sem álbum | Dongwoon                       | "Let's Have a Drink"   | Sim       | Jinri | Sim       | Jinri, Shin Yosung                 |
| 2016 | Lançamento sem álbum | Kwon Nayoon                    | "Nothing Is Late"      | Sim       | Kim Donghyuk                                                                                               | Sim       | Yoo Jaehwan                        |
| 2017 | Universe             | Dongwoon, Yoo Jaehwan e Yoseob | "Universe"             | Sim       | Hyesung | Não       | Yoo Jaehwa, Shin Sungjin           |
| 2017 | Universe             | Dongwoon & Yoo Jaehwan         | "The Alchemist"        | Sim       | Curious | Sim       | Curious                            |
| 2017 | Universe             | Dongwoon & Yoo Jaehwan         | "First Disturbance"    | Sim       | style="background: #ececec; color: grey; vertical-align: middle; text-align: center; " class="table-na"\|— | Sim       | Yoo Jaehwan                        |

## Filmografia

### Treatros musicais
| Ano       | Título                     | Papel              | Notas           |
| --------- | -------------------------- | ------------------ | --------------- |
| 2012      | Catch Me If You Can        | Frank Abagnale Jr. | Papel principal |
| 2016      | The Great Gatsby [RE:BOOT] | Gatsby             | Papel principal |
| 2017-2018 | Hourglass                  | Baek Jaehee        | Papel principal |